# Listnatec
Listnatec (Ruscus) je rod jednoděložných rostlin řazený dnes do široce pojaté čeledi chřestovité (Asparagaceae). V klasických systémech byl řazen do čeledi listnatcovité (Ruscaceae), některé starší taxonomické systémy ho řadily do čeledi liliovité v širším pojetí (Liliaceae s.l.).

## Popis
Jedná se většinou o dvoudomé polokeře. Listy jsou jednoduché, redukované na šupiny. Jejich funkci nahrazují fylokladia, která jsou kopinatá až eliptická až vejčitá. Květy jsou jednotlivé nebo v chudých svazečcích, často vyrůstají na fylokladiích. Okvětí se skládá ze 6 okvětních lístků ve 2 přeslenech, vnitřní jsou užší než vnější. Tyčinky jsou 3, nitkami srostlé. Gyneceum je složeno ze 3 plodolistů, semeník je svrchní. Plodem je červená bobule.

## Rozšíření ve světě
Je známo asi 7 druhů, které jsou rozšířeny především v západní Evropě a ve Středomoří, na východ po Kavkaz a Írán.

## Rozšíření v Česku
V ČR žádný druh neroste, ale už v Malých Karpatech na Slovensku roste listnatec čípkový (Ruscus hypoglossum), jeho původnost je ale sporná.

## Použití
Často pěstován jako okrasná rostlina, používá se do kytic.

## Seznam druhů
- Ruscus aculeatus
- Ruscus hypoglossum
- Ruscus hypophyllum
- Ruscus hyrcanus
- Ruscus microglossus